# Stenopseustes gibbicollis
Stenopseustes gibbicollis là một loài bọ cánh cứng trong họ Cerambycidae.